# Глюон
Глюо́н (от англ. gluon, от glue — клей) — элементарная безмассовая частица, фундаментальный бозон, квант векторного поля, переносчик сильного взаимодействия.
Глюоны — векторные калибровочные бозоны, непосредственно отвечающие за сильное цветовое взаимодействие между кварками в квантовой хромодинамике (КХД). В отличие от фотонов в квантовой электродинамике (КЭД), которые электрически нейтральны и не взаимодействуют друг с другом, глюоны сами несут цветовой заряд и поэтому они не только переносят сильное взаимодействие, но и участвуют в нём. Всего существует 8 независимых типов глюонов, что делает КХД значительно более сложной для понимания, чем КЭД.

## Свойства
Глюоны — переносчики сильного взаимодействия между кварками, которые «склеивают» кварки в адроны. Квантовые числа кварков — электрический заряд, барионное число, аромат — остаются неизменными при испускании и поглощении глюонов, тогда как цвет кварков изменяется.
Глюон — квант векторного (то есть обладающего единичным спином и отрицательной внутренней чётностью) поля в КХД. Он не имеет массы. В квантовой теории поля ненарушенная калибровочная инвариантность требует, чтобы калибровочный бозон был безмассовым (эксперимент ограничивает массу глюона сверху значением не более нескольких МэВ). Все эти свойства (а также нулевой электрический заряд) сближают его с фотоном.
В то время как массивные векторные частицы имеют три состояния поляризации, безмассовые векторные калибровочные бозоны, такие, как глюон и фотон, имеют только две возможных поляризации из-за того, что калибровочная инвариантность требует поперечной поляризации.
Глюон обладает нулевым изоспином. Бесцветные глюоны {\displaystyle g_{3}} и {\displaystyle g_{8}} являются античастицами самим себе, то есть истинно нейтральными частицами. Глюоны, как и кварки, в свободном состоянии в естественных условиях не находятся, они образуют связанные состояния — адроны.

## История
М. Гелл-Манн и австрийский физик Г. Цвейг в 1964 году выдвинули гипотезу о том, что все адроны с барионным числом В = 0 (мезоны) состоят из пары «кварк и антикварк», а с числом В = 1 (барионы) — состоят из трёх кварков. Независимо друг от друга гипотезу о том, что каждый кварк имеет три различных цветовых состояния, высказали в 1965 году советские физики Н. Н. Боголюбов, Б. В. Струминский, А. Н. Тавхелидзе и американские М. Хан и И. Намбу. В несколько другой форме в 1964 году подобную гипотезу высказал американский физик О. Гринберг.
Синтез представлений о цвете кварков в начале 70 годов XX века породил квантовую теорию сильного взаимодействия цветных глюонных и кварковых полей — квантовую хромодинамику.
Первыми ряд работ по данной теме, основанных на идеях симметрии и инвариантности в системе частиц и полей, опубликовали Марри Гелл-Манн, Харальд Фрич, Дж. Цвейг.
Представление о конфайнменте кварков появилось из-за невозможности наблюдать их в свободном виде. Кварк из протона выделить невозможно, так как между кварками действует очень большая связующая сила. Если, например, попытаться их «развести», в человеческих единицах нужно было бы преодолеть сопротивление, равное 14 тоннам. Эта сила не убывает с расстоянием, оставаясь всегда одной и той же. Теоретическая физика называет эту силу струной, которая натянута между кварками. Если раздвигать кварки всё дальше, в какой-то момент струна лопнет, порождая мезоны, которые состоят из кварков и антикварков. «Цвет» кварка не наблюдаем, физического значения он не имеет. Наблюдаемо только изменение «цвета» кварка от точки к точке. Каждый глюон — это то, что находится непосредственно в протоне. «Жизнь» протона во времени представляется как взаимодействие трёх кварков посредством восьми разновидностей глюонов.
После разгона и столкновения протонов начинает «разрастаться» глюонное поле, и в какой-то момент оно рвётся, а в месте разрыва рождается кварк-антикварковая пара. Глюонные поля также могут сталкиваться и рождать «кварк-антикварковые» пары.

## Кварк-глюонная материя
Глюоны — составная часть кварк-глюонной материи. Исследования по физике в представлениях о структуре вещества составляют суть изучения кварк-глюонной плазмы. Физики пытаются решить фундаментальную научную задачу, поставленную перед ними: из чего состоит структура материи, как произошла и эволюционировала барионная материя Вселенной, которая лежит в основе вещества, так как из неё состоят звёзды, планеты и живые существа. Фундаментальные силы сильного взаимодействия — глюоны — являются связующим звеном в процессах деления и синтеза объектов ядерной физики.
В результате сильного взаимодействия нуклоны (протоны и нейтроны) преобразуются в барионы, состоящие из трёх кварков (обнаружено более 100 барионов). Адроны составлены из кварков, антикварков и глюонов. Нестабильные частицы из равного числа кварков и антикварков составляют мезоны (кварк-антикварк). Кварки и глюоны «заперты» в адронах. Выбиваемые при сильном взаимодействии из ядер свободные кварки и глюоны при определённых условиях (деконфайнменте кварков и глюонов) проходят процесс адронизации, который превращается в адронные струи (jet). Такое состояние вещества называется кварк-глюонной плазмой.
Кварк-глюонная плазма характеризуется экстремально высокой температурой и высокой плотностью энергии, превышающей некоторое критическое значение. Эксперименты в области изучения сильных взаимодействий проводятся учёными на ускорителях ядер сверхвысоких энергий. Эволюцию и свойства кварк-глюонной материи изучает современная физика. Предположительно, из подобного вещества состояла Вселенная спустя несколько мгновений после возникновения (Большого Взрыва). Физика кварк-глюонной материи — одна из ключевых областей современной
физики, которая объединяет физику элементарных частиц, ядерную физику и космологию.

## Нумерология глюонов
В отличие от единственного фотона в КЭД или трёх W- и Z-бозонов, переносящих слабое взаимодействие, в КХД существует 8 независимых типов глюонов.
Кварки могут нести три типа цветового заряда; антикварки — три типа антицветового. Глюоны могут быть осмыслены как носители одновременно цвета и антицвета, либо как объяснение изменения цвета кварка во время взаимодействий. Исходя из того, что глюоны несут ненулевой цветовой заряд, можно подумать, что существует только шесть глюонов. Но на самом деле их восемь, так как, говоря техническим языком, КХД — калибровочная теория с SU(3)-симметрией. Кварки представлены как поля спиноров в Nf ароматах, каждый в фундаментальном представлении (триплет, обозначается 3) цветовой калибровочной группы, SU(3). Глюоны являются векторными полями в присоединённом представлении (октеты, обозначаются 8) цветовой SU(3)-группы. Вообще говоря, для калибровочной группы число переносчиков взаимодействия (таких как фотоны и глюоны) всегда равно размерности присоединённого представления. Для простого случая SU(N) размерность этого представления равна N2 − 1.
В терминах теории групп утверждение, что синглетные по цвету глюоны отсутствуют, является просто заявлением, что квантовая хромодинамика имеет симметрию SU(3), а не U(3). Априорных причин для предпочтения той или другой группы нет, но эксперимент согласуется лишь с SU(3).
Цветные глюоны:
| {\displaystyle g_{1}=(r{\bar {b}}+b{\bar {r}})/{\sqrt {2}},\qquad g_{2}=-i(r{\bar {b}}-b{\bar {r}})/{\sqrt {2}},} |
| {\displaystyle g_{4}=(r{\bar {g}}+g{\bar {r}})/{\sqrt {2}},\qquad g_{5}=-i(r{\bar {g}}-g{\bar {r}})/{\sqrt {2}},} |
| {\displaystyle g_{6}=(b{\bar {g}}+g{\bar {b}})/{\sqrt {2}},\qquad g_{7}=-i(b{\bar {g}}-g{\bar {b}})/{\sqrt {2}}.} |

Бесцветные глюоны:
| {\displaystyle g_{3}=(r{\bar {r}}-b{\bar {b}})/{\sqrt {2}},\qquad g_{8}=(r{\bar {r}}+b{\bar {b}}-2g{\bar {g}})/{\sqrt {6}}.} |

Третье бесцветное состояние:
{\displaystyle (r{\bar {r}}+b{\bar {b}}+g{\bar {g}})/{\sqrt {3}}}
не существует. Нумерация глюонов соответствует нумерации матриц Гелл-Манна — генераторов группы SU(3).

## Экспериментальные наблюдения
Кварки и глюоны (цветные) проявляют себя, распадаясь на большее количество кварков и глюонов, которые, в свою очередь, адронизуются в нормальные (бесцветные) частицы, собранные в струях. Как выяснилось в 1978 г., детектор PLUTO на электрон-позитронном коллайдере DORIS (DESY) получил первое свидетельство того, что адронные распады очень узкого резонанса Υ(9.46) можно геометрически интерпретировать как трёхструйное событие, создаваемых тремя глюонами. Позже опубликованные анализы того же эксперимента подтвердили эту интерпретацию, а также спин = 1 глюона (см. также сборник).
Летом 1979 г., при более высоких энергиях на электрон-позитронном коллайдере PETRA (DESY) снова наблюдались трёхструйные события, теперь интерпретируемые как qq-тормозное излучение глюона, теперь хорошо видимые коллаборацией TASSO, MARK-J и PLUTO (позже в 1980 году также JADE). Спин глюона, равный 1, был подтверждён в 1980 г. экспериментами TASSO и PLUTO (см. также обзор). В 1991 году последующий эксперимент на накопительном кольце LEP в ЦЕРНе снова подтвердил этот результат.
Глюоны играют важную роль в элементарных сильных взаимодействиях между кварками и глюонами, описанных КХД и изученных, в частности, на электронно-протонном коллайдере HERA в DESY. Количество и импульсное распределение глюонов в протоне (плотность глюонов) были измерены двумя экспериментами, H1 и ZEUS в 1996—2007 годах. Вклад глюонов в спин протона изучался в эксперименте HERMES в HERA. Плотность глюонов (когда он ведёт себя как адрон) в протоне также была измерена.
Конфайнмент подтверждается неудачей с поиском свободных кварков (поиска дробных зарядов). Кварки обычно рождаются парами (кварк + антикварк), чтобы компенсировать квантовые числа цвета и аромата; однако в Фермилабе было показано единичное образование топ-кварков.
Открытие деконфайнмента было анонсировано в 2000 году в CERN SPS в столкновениях тяжёлых ионов, что подразумевает новое состояние материи: кварк-глюонная плазма, с меньшим взаимодействием, чем в ядрах, почти как в жидкости. Она была обнаружен на релятивистском коллайдере тяжёлых ионов (RHIC) в Брукхейвене в 2004—2010 годах в результате четырёх одновременных экспериментов. Кварк-глюонное состояние плазмы было подтверждено на Большом адронном коллайдере (LHC) ЦЕРНе тремя экспериментами ALICE, ATLAS и CMS в 2010 году.
Ускоритель CEBAF в лаборатории Джефферсона в Ньюпорт-Ньюсе, Виргиния, является одним из 10 учреждений Министерства энергетики, которые занимаются исследованиями глюонов. Лаборатория в Виргинии конкурировала с другим учреждением — Брукхейвенской национальной лабораторией на Лонг-Айленде, штат Нью-Йорк — за средства на строительство нового электронно-ионного коллайдера. В декабре 2019 года Министерство энергетики США выбрало Брукхейвенскую национальную лабораторию для размещения электронно-ионного коллайдера.
Первое прямое экспериментальное доказательство существования глюонов было получено в 1979 году, когда в экспериментах на электрон-позитронном коллайдере PETRA в исследовательском центре DESY (Гамбург, ФРГ) были обнаружены события с тремя адронными струями, две из которых порождались кварками и третья — глюоном. Косвенное доказательство существования глюонов было получено на десять лет раньше при количественном анализе процесса глубоко неупругого рассеяния электронов на протоне/нейтроне, проведённом в американской лаборатории SLAC.
В 2005 году на релятивистском коллайдере тяжёлых ионов RHIC была получена кварк-глюонная плазма.
Теоретически предсказана частица, состоящая исключительно из глюонов (глюбол), Существование такой частицы возможно, поскольку глюоны несут цветовой заряд и могут притягиваться друг к другу. Тем не менее, такие состояния должны быстро распадаться на более стабильные, а также могут смешиваться с обычными мезонами, что крайне затрудняет их детектирование. До 2024 года глюболы не были ни обнаружены, ни созданы искусственно. Однако в 2024 году появилось сообщение о вероятном обнаружении глюбола. Физики из эксперимента BESIII (Beijing Spectrometer III) на Пекинском электрон-позитронном коллайдере обнаружили, что глюболом может оказаться резонанс X(2370), открытый в 2011 году в распаде J/ψ-мезонов на фотон, два пиона (положительно и отрицательно заряженный) и η′-мезон. Они проанализировали более 10 миллиардов событий рождения J/ψ-мезона и исследовали его распад с вылетом фотона и образованием резонанса X(2370), который впоследствии распадается на два K0
S-мезона и η′-мезон (по такому каналу распад J/ψ-мезона происходит с вероятностью 0,00131 %). В результате ученые подтвердили существование резонанса X(2370) со статистической значимостью более 11,7 стандартных отклонений и более точно определили его массу, которая составляет около 2395 МэВ, ширину распада (около 188 МэВ), а также впервые определили его спин, внутреннюю и зарядовую чётность как JPC = 0⁻⁺. Учёные отмечают, что эти характеристики резонанса X(2370) с высокой точностью согласуются с теоретическими предсказаниями для легчайшего псевдоскалярного глюбола, что позволяет предположить, что данный резонанс является глюболом.

## Конфайнмент
Так как глюоны несут в себе цветовой заряд (опять же, в отличие от электронейтральных фотонов), они участвуют в сильных взаимодействиях.
Свободные кварки до сих пор не наблюдались, несмотря на многолетние попытки их обнаружения. Аналогичная ситуация создалась и с глюонами. Однако в Фермилабе было статистически обнаружено одиночное рождение топ-кварка (его время жизни слишком мало, чтобы образовывать связанные состояния).
На очень малых расстояниях глубоко внутри адронов взаимодействие между глюонами и кварками постепенно спадает в результате проявления асимптотической свободы.
Существуют некоторые указания на существование экзотических адронов, имеющих число валентных кварков больше трёх (см. Пентакварк).

### Комментарии
1. ↑  Технически создание одиночного t-кварка в Fermilab по-прежнему связано с образованием пары, но кварк и антикварк имеют разные ароматы.